# Nguyễn Sơn
Nguyễn Sơn (chữ Hán: 阮山, 1908–1956) là một trong những người Việt Nam được phong quân hàm cấp thiếu tướng đợt đầu tiên vào năm 1948. Ông cũng được Trung Quốc phong quân hàm tướng vào năm 1955 nên ông được gọi là Lưỡng quốc tướng quân (兩國將軍). Là vị tướng rất giỏi, văn võ song toàn. Ông được Nhà nước Việt Nam truy tặng Huân chương Hồ Chí Minh. 

## Tuổi trẻ
Nguyễn Sơn tên thật là Vũ Nguyên Bắc, quê tại làng Kiêu Kỵ, huyện Gia Lâm, Hà Nội. Ông sinh ngày 1 tháng 10 năm 1908 và mất ngày 21 tháng 10 năm 1956. Ông là con của Vũ Trường Xương, một nhà tư sản ở Hà Nội. Khi mới lên 5 tuổi ông đã bắt đầu học tiếng Pháp tại một trường Dòng ở Hà Nội. 14 tuổi ông thi đậu vào Trường Sư phạm Hà Nội. Ông thường tổ chức học sinh trường Sư phạm và trường Bảo Hộ sang đánh nhau với học sinh con Tây tại các trường khác. Cha mẹ ông đã cho ông lập gia đình với bà Nguyễn Thị Giệm, hơn ông 4 tuổi. Sau khi được Nguyễn Công Thu (người của Nguyễn Ái Quốc cử về Việt Nam) "giác ngộ", ông bày trò giả vờ uống rượu say, gây sự với cha vợ để lấy cớ bỏ người vợ trẻ cùng cô con gái mới 6 tháng tuổi là Vũ Thanh Các để ra đi.

## Tham gia cách mạng ở Trung Quốc
Năm 1925, ông theo Nguyễn Công Thu đến Quảng Châu. Ông được nhập vào gia đình họ Lý của Lý Thụy (tức Hồ Chí Minh), gồm Lý Tống (Phạm Văn Đồng), Lý Tự Trọng, Lý Quý (Trần Phú), Lý Trí Phương (Nguyễn Thị Minh Khai) và một số người khác. Ông được Hồ Chí Minh đặt tên cho là Lý Anh Tự và được học lớp chính trị khóa hai cùng Phạm Văn Đồng, Hoàng Văn Hoan. Tại đây, Vũ Nguyên Bác gia nhập Hội Việt Nam Cách mạng Thanh niên. Đầu năm 1926, ông được cử đi học Trường Quân sự Hoàng Phố cùng với Lê Hồng Phong, Phùng Chí Kiên, Lê Thiết Hùng. Trong thời gian học, ông gia nhập Quốc Dân Đảng Trung Quốc.
Tháng 4 năm 1927, Quốc Dân Đảng do Tưởng Giới Thạch lãnh đạo làm chính biến, đàn áp Đảng Cộng sản Trung Quốc. Ông bỏ khỏi hàng ngũ Quốc Dân Đảng, gia nhập Đảng Cộng sản Trung Quốc vào tháng 8 năm 1927. Tháng 12 năm 1927, ông tham gia Khởi nghĩa Quảng Châu, gia nhập Đoàn giáo đạo 4, Phương diện quân số 2 do Diệp Kiếm Anh chỉ huy. Sau 3 ngày chiến đấu, cuộc khởi nghĩa thất bại, ông bị lộ là đảng viên cộng sản. Để tránh khủng bố trắng, ông phải rời Quảng Châu sang Thái Lan và tổ chức Việt kiều tham gia cách mạng.
Năm 1928 ông trở lại Trung Quốc, tham gia Hồng quân Công Nông (工農紅軍). Năm 1929, ông giữ chức vụ chính trị viên đại đội trong Trung đoàn 47, chỉ huy đại đội đánh nhiều trận ở Đông Giang. Trong thời gian này ông lấy bí danh là Hồng Thủy (洪水).
Ông là sĩ quan người nước ngoài duy nhất của Quân Giải phóng Nhân dân Trung Quốc, từng làm Chính ủy trung đoàn, Chủ nhiệm chính trị Sư đoàn 34 thuộc Quân đoàn 12 Hồng quân Trung Quốc. Do có nhiều kinh nghiệm thực tiễn và trình độ lý luận, ông được điều động đến giảng dạy tại Trường Quân sự Chính trị Trung ương của Hồng quân mới được thành lập ở Thụy Kim. Cuối năm 1932 ông còn tham gia thành lập đoàn kịch đầu tiên của Hồng quân công nông và làm Đoàn trưởng.
Tháng 1 năm 1934, tại Đại hội Đại biểu toàn quốc nước Cộng hòa Xô viết Trung Hoa lần thứ hai, Hồng Thủy được bầu là Ủy viên Ban chấp hành Trung ương Đảng Cộng sản nước Cộng hòa Xô viết Trung Hoa với tư cách là đại biểu "dân tộc ít người", Ủy viên Chính phủ dân chủ công nông ở Khu Xô viết Trung ương.
Do đường lối tả khuynh thắng thế trong Đảng Cộng sản Trung Quốc, trong thời kỳ 1933-1938 ông đã từng 3 lần bị khai trừ khỏi Đảng Cộng sản Trung Quốc, rồi lại được phục hồi đảng tịch.
Tháng 10 năm 1934, ông tham dự cuộc Vạn lý Trường chinh. Thời gian này, ông bị Trương Quốc Đào vu cáo là "gián điệp quốc tế", bị khai trừ khỏi Đảng và suýt bị giết hại. Ông may mắn được Chu Đức và Lưu Bá Thừa che chở nên thoát nạn. Hồng Thủy là người Việt Nam duy nhất đã đi hết cuộc Vạn lý Trường chinh của Hồng quân.
Tháng 12 năm 1935, ông về đến Diên An sau nhiều ngày bị lạc. Tiếp đó ông được vào học khóa một Trường Đại học Hồng quân Trung Quốc tại Ngõa Gia Bào, Thiểm Bắc (sau chuyển về Bảo An, Thiểm Tây), trực tiếp nghe Mao Trạch Đông và Chu Ân Lai giảng bài.
Tháng 7 năm 1937, bắt đầu thời kỳ chiến tranh chống Nhật, ông theo Tổng tư lệnh Chu Đức cùng Sư đoàn 115 Bát Lộ Quân vượt sông Hoàng Hà đến Sơn Tây lập căn cứ chống Nhật ở Ngũ Đài sơn. Ông được bổ nhiệm làm bí thư khu ủy Đông Dã, Trưởng ban Tuyên truyền Địa ủy Đông Bắc Sơn Tây. Tại Ngũ Đài sơn, năm 1938 ông đã gặp và kết hôn với bà Trần Kiếm Qua, (tên thật là Trần Ngọc Anh, tên Kiếm Qua do chính ông gợi ý đổi cho bà). Ông bà sinh được hai người con trai, không kể một người con gái mất sau khi mới 1 tuần tuổi.
Cũng tại Ngũ Đài sơn, vì phản đối Diêm Tích Sơn, một "lãnh chúa" ở Sơn Tây, ông bị vu oan, lần thứ 3 bị khai trừ Đảng, chuyển về trường Quân chính Hồng quân, nhưng đã được khôi phục đảng tịch ngay trong cuối năm đó.
Năm 1938 ông được giao đảm nhận chức Tổng Biên tập báo Kháng Địch biên khu Tấn Sát Ký.
Tháng 2 năm 1939 ông được điều về làm Phó Chủ nhiệm Khoa giáo dục chính trị tại Phân hiệu 2 Đại học kháng Nhật ở Hàn Tín Đài, Linh Thọ, Hà Bắc, Trung Quốc.

## Về Việt Nam và được phong tướng
Tháng 11 năm 1945, ông trở về nước hoạt động theo đề nghị của Trung ương Đảng Cộng sản Việt Nam, lấy tên mới là Nguyễn Sơn và giữ nhiều chức vụ quan trọng trong quân đội và chính quyền Việt Nam Dân chủ Cộng hòa. Ông từng làm Chủ tịch Ủy ban Kháng chiến miền Nam Việt Nam (đến 20 tháng 11 năm 1946, được thay bởi Lê Thiết Hùng), Chủ tịch Ủy ban Kháng chiến miền Nam Trung Bộ (ngày 16 tháng 7 năm 1946), Tham mưu trưởng Bộ Quốc phòng (ngày 20 tháng 11 năm 1946), Tư lệnh kiêm Chính ủy hai Liên khu 4 và 5, Hiệu trưởng Trường Lục quân Trung học Quảng Ngãi (1946), Cục trưởng Cục Quân huấn Bộ Quốc phòng (30/1/1947-), Tư lệnh kiêm Chính ủy Liên khu 4 (1948-1949). Ngày 10 tháng 7 năm 1947 Nguyễn Sơn làm Khu trưởng Chiến khu IV thay thiếu tướng Lê Thiết Hùng.
Trong sách Tướng Nguyễn Sơn, NXB Lao Động xuất bản năm 1993, trong bài viết của GS Vũ Tuấn một người cháu của Tướng Nguyễn Sơn cho biết bà Ngọc Anh tức Kiếm Qua sống đến năm 80 tuổi và hai con trai của ông là Hàn Phong và Tiểu Việt vẫn còn sinh sống học tập ở Trung Quốc. Được biết bà Trần Kiếm Qua hay Trần Kiếm Mậu còn là Thành ủy viên Bắc Kinh. 
Ông cưới bà Huỳnh Thị Đổi. Hai người sinh được cô con gái Nguyễn Mai Lâm, do nhiều nguyên nhân hai người đã chia tay. Cũng trong năm này, ông kết hôn với bà Lê Hằng Huân. Mối lương duyên này do Nguyễn Đình Ngân, thành viên Ủy ban hành chính Liên Khu IV, về sau là Đại biểu Quốc hội mai mối. Ông có bốn người con với bà: Nguyễn Thanh Hà, Nguyễn Cương, Nguyễn Việt Hồng và Nguyễn Việt Hằng. Trong đó bà Nguyễn Thanh Hà học tại Học viện Kỹ thuật Quân sự ra trường công tác tại Bộ Tư lệnh Thông tin và về hưu với quân hàm trung tá. Bà Nguyễn Việt Hồng thì mắc bệnh tâm thần được điều trị dài hạn tại bệnh viện. 
Năm 1948, ông được Nhà nước Việt Nam phong quân hàm Thiếu tướng trong đợt phong quân hàm đầu tiên. Cùng được phong thiếu tướng trong đợt này có 8 quân nhân khác. Theo giai thoại lưu truyền, khi biết mình chỉ được phong thiếu tướng, ông tỏ vẻ không hài lòng và không muốn nhận. Ông gửi công văn hỏa tốc cho Hồ Chí Minh để từ chối nhận quân hàm. Nhận được công văn, Chủ tịch Hồ Chí Minh viết lên tấm các của mình: "Gửi Sơn đệ" với 12 chữ Hán: "Tâm dục tế, Đảm dục đại, Trí dục viên, Hành dục phương (心欲细, 胆欲大, 智欲圆, 行欲方)" (đại ý: Người làm tướng phải có cái tâm nên tế nhị, chính chắn; cái gan cần phải lớn; cái trí phải suy nghĩ trước sau, toàn diện; cái đức hạnh, hành động phải đầy đủ, ngay thẳng, cương trực) khiến ông chấp nhận. Thứ trưởng Phạm Ngọc Thạch thay mặt Chính phủ vào Thanh Hóa làm lễ tấn phong ông.

## Trở lại Trung Quốc và được phong tướng
Năm 1950, ông trở lại Trung Quốc công tác, làm Cục phó Cục Điều lệnh Tổng giám bộ huấn luyện Quân Giải phóng Nhân dân. Được xem là một trong 72 đại công thần Trung Quốc, ngay trong đợt phong quân hàm đầu vào ngày 27 tháng 9 năm 1955, ông được nhà nước Cộng hòa Nhân dân Trung Hoa phong quân hàm thiếu tướng. Ông cũng được chính phủ Trung Quốc tặng Huân chương Giải phóng hạng nhất. Ông được mệnh danh là Lưỡng quốc tướng quân (兩國將軍), là người Việt Nam duy nhất được phong quân hàm tướng của hai quốc gia độc lập.

## Trở về Việt Nam và qua đời

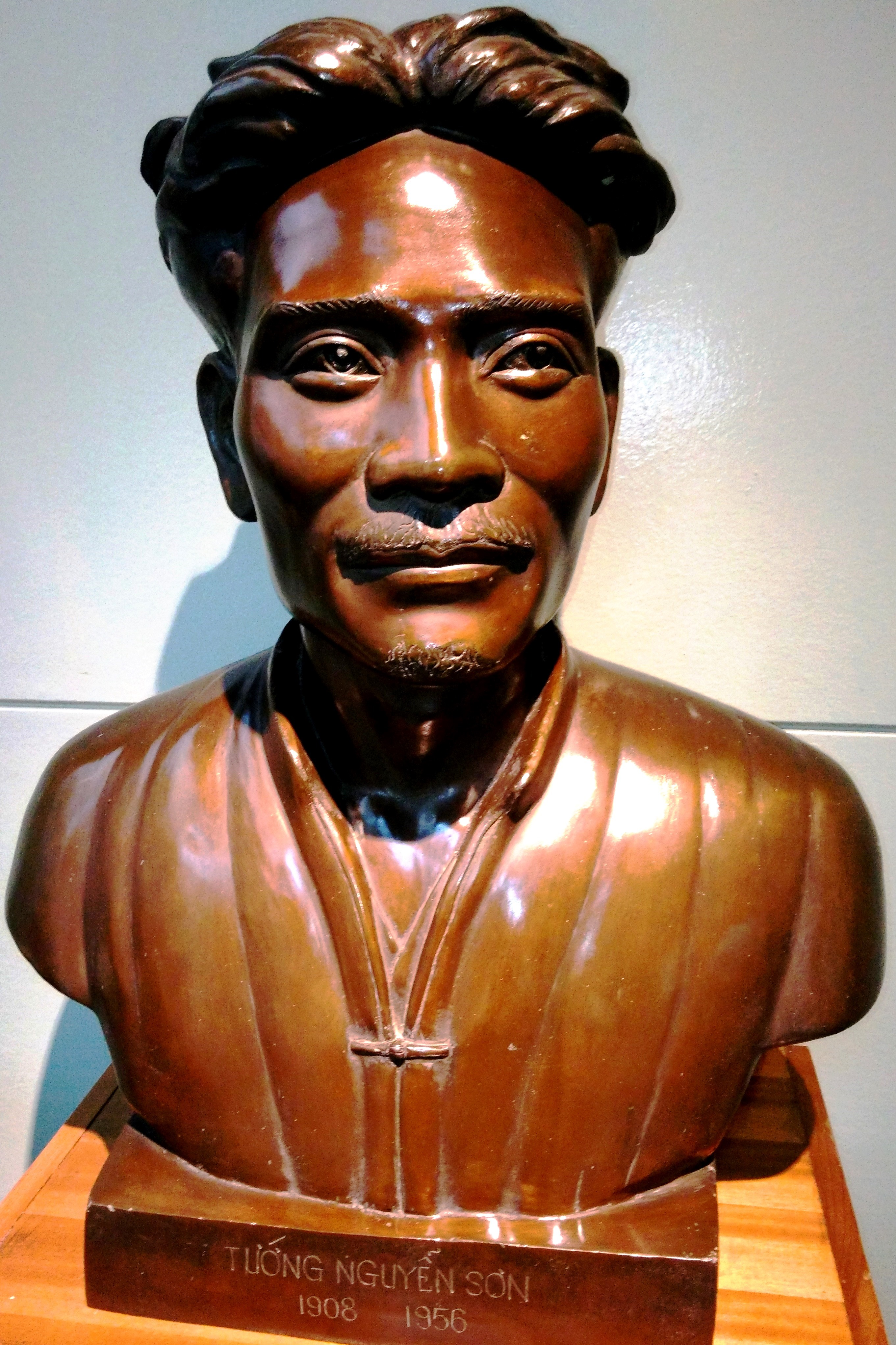
Tượng tướng Nguyễn Sơn tại Bảo tàng lịch sử quân sự Việt Nam

Năm 1956, do khối u ác tính nằm bên phổi trái, ông biết mình không còn sống được lâu nên xin trở về quê hương. Ông rời Bắc Kinh ngày 27 tháng 9, được nguyên soái Bành Đức Hoài, nguyên soái Diệp Kiếm Anh và nhiều tướng lĩnh, cán bộ cao cấp Trung Quốc ra ga tiễn về đến Hà Nội ngày 30 tháng 9. Ông mất tại Hà Nội sau đó không lâu, an táng tại Nghĩa trang Mai Dịch, Hà Nội. Ông được Nhà nước Việt Nam truy tặng Huân chương Hồ Chí Minh. Viết về ông có hồi ký Hoàng Hà luyến, Hồng Hà tình (黃河戀, 紅河情) của bà Trần Kiếm Qua. Cuốn này đã được dịch ra tiếng Việt, nhan đề Hoàng Hà nhớ, Hồng Hà thương. Ngày 21 tháng 10 năm 2006, Hội Khoa học lịch sử Việt Nam đã tổ chức Lễ tưởng niệm 50 năm ngày mất của ông. Tại lễ này, ngày sinh của ông được ghi là 1 tháng 10 năm 1908.  Giáo sư Đặng Thai Mai từng nhận xét: "Ông Sơn giảng Kiều còn hay hơn tôi".